# مايك كارد
مايك كارد (بالألمانية: Mike Card)‏ هو لاعب هوكي جليد ألماني وكندي، ولد في 18 فبراير 1986 في كيتشنر في كندا.

## وصلات خارجية
- مايك كارد على موقع دوري الهوكي الوطني (الإنجليزية)
- مايك كارد على موقع EliteProspects.com (الإنجليزية)
- مايك كارد على موقع HockeyDB.com (الإنجليزية)
- مايك كارد على موقع Hockey-Reference.com (الإنجليزية)